# D-5

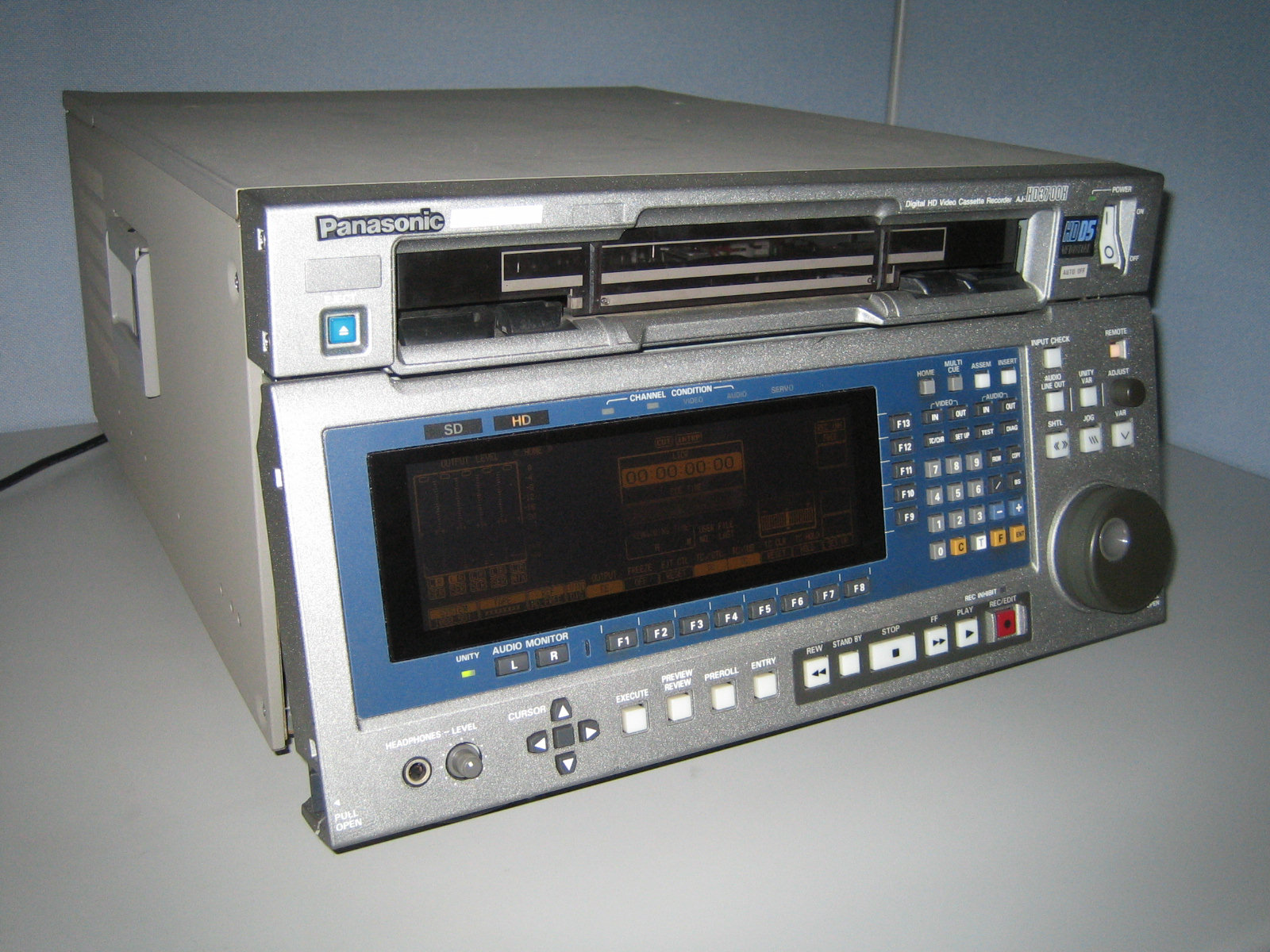
Panasonic D-5 HD錄影機 AJ-HD3700H

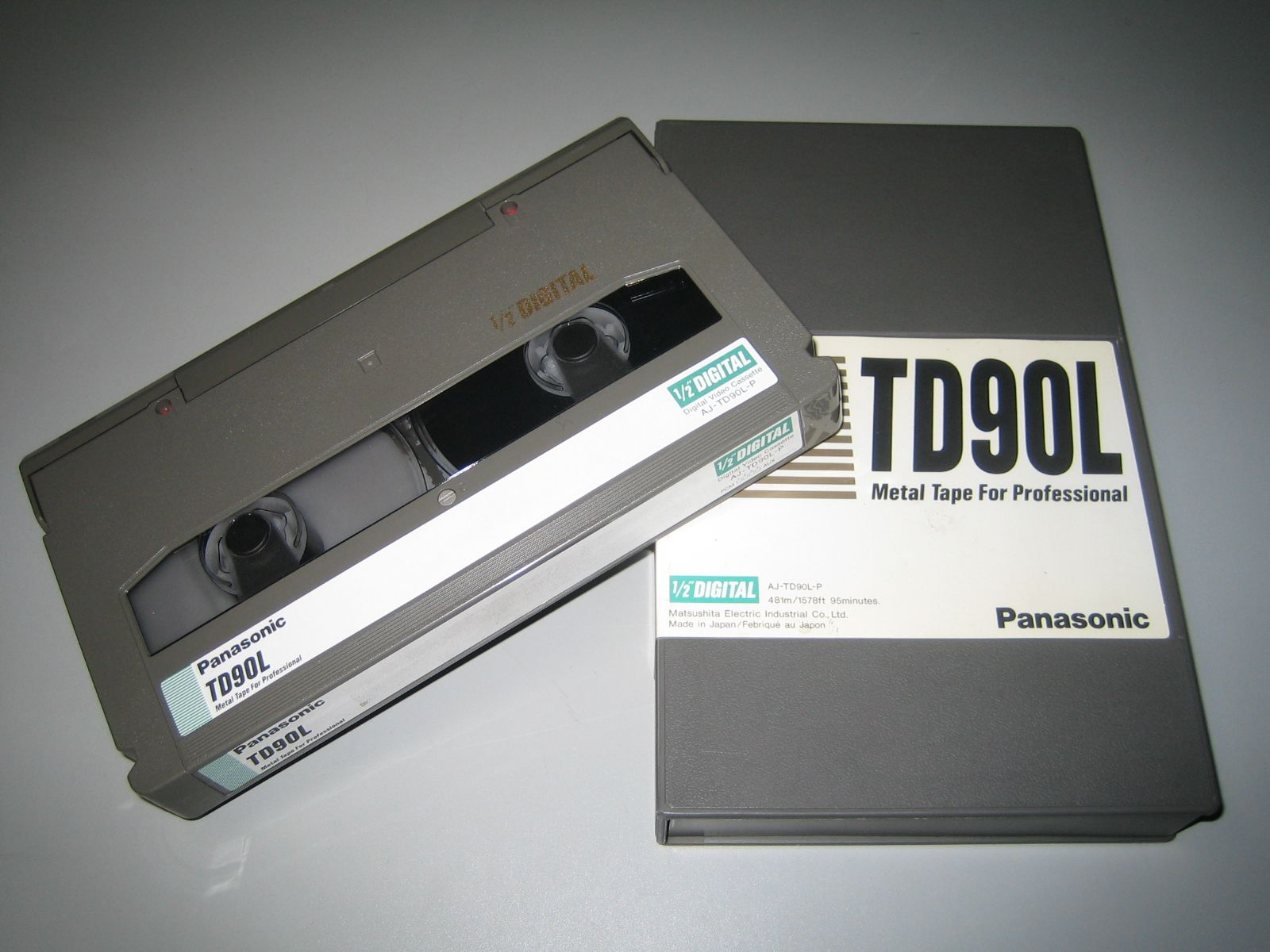
D-5 HD的中號錄影帶

D-5是Panasonic於1994年推出的專業數碼錄像格式。它類似新力的D-1格式，使用10位元無壓縮色差系統記錄視訊，但不同在於使用回和D-3（Panasonic上一代數碼錄像系統，使用複合系統方式記錄）格式一樣，都是1/2吋式影帶。一盒120分鐘的D-3影帶可記錄60分鐘D-5或D-5 HD內容。標清D-5錄影機可以以加裝外置高清I/O裝置記錄D-5 HD視訊。由於高清視訊使用全頻寬關係，標清機加入高清轉換後，不容許已存在的標清視訊有任何錯誤修正。
目前Panasonic已經停產D-5攝影機，將D-5定位為後期製作視訊格式。

## D-5 HD
D-5 HD使用標準D-5影帶來記錄高清視訊，使用了以4:1壓縮比作「帧内」(Intra-frame) 壓縮。D-5 HD在分別60 Hz或59.94 Hz圖場速率支援交錯式1080及1035垂直解像度，以及在24、25、30 fps畫格速率全面支援逐行式720及1080垂直解像度。音訊方面（視乎視訊格式），則支援四聲道48 kHz 20-bit PCM或八聲道48 kHz 24-bit PCM音訊。
D-5有不同的數據位元率：
| 格式  | 訊號                   | 音訊        | 位元率  | 時間   |
| ----- | ---------------------- | ----------- | ------- | ------ |
| HD D5 | 1080i/59.94 720p/59.94 | 8ch 48k/24b | 323Mbps | 124min |
| HD D5 | 1080i/59.94 720p/59.94 | 4ch 48k/20b | 300Mbps | 124min |
| HD D5 | 1080i/50 1080p/25      | 8ch 48k/24b | 269Mbps | 149min |
| HD D5 | 1080p/24 1080p/23.976  | 8ch 48k/24b | 258Mbps | 155min |
| D5    | 480i/59.94             | 8ch 48k/24b | 323Mbps | 124min |
| D5    | 480i/59.94             | 4ch 48k/20b | 300Mbps | 124min |
| D5    | 576i/50                | 8ch 48k/24b | 319Mbps | 112min |
| D5    | 576i/50                | 8ch 48k/24b | 269Mbps | 112min |

於2007年，Panasonic推出了附加裝置AJ-HDP2000容許標準D-5錄影機實時式編製2K (2048 x 1080) 解像度、4:4:4色度取樣、12位元的視訊，記錄在D-5 HD影帶中，訊號以JPEG2000工業標準壓縮。音訊除了原來的PCM訊號外，更支援杜比數碼位元流記錄。此舉無疑使D-5近乎DCI標準，與數碼中間片等後期製作方式並駕齊驅。

## 外部連結
- Panasonic專業錄像器材官方網頁（英文）